# メイリオ
メイリオ（Meiryo）は、和文のゴシック体フォントの一つである。Windows Vista日本語版のシステム用フォントとして開発された。Vista以降のマイクロソフト製OSに標準で搭載され、Windows XP、Windows Server 2003までのMicrosoft Windowsで利用されたMS UI Gothicに代わり、日本語版の新しいシステム用フォントとなった。

## 解説
TrueType アウトラインの OpenType フォントで、ビットマップを持たずレンダリングの際にClearTypeの使用を前提とするフォントである。欧文部はプロポーショナルフォント、和文部は等幅フォントで、全体としてプロポーショナルフォントになっている。
サンセリフ（ゴシック体）系の書体で、直線部分と曲線部分がはっきりした若干膨らんだ印象の字形は横組みの可読性を重視した。和文は縦横比 95:100 と若干横長である。デザインは欧文部のラテン文字をマシュー・カーターが担当し、和文部の漢字と仮名を河野英一およびシーアンドジイ (C&G) で当時、代表取締役を勤めていた坂本達やタイプディレクター＆デザイナーの鈴木竹治、シニア・デザイナーの植田由紀子が担当した。欧文部はカーターがデザインした Verdana を基に再構築され、和文部は Verdana を基調にデザインされた。和文はベースラインを少し高くするなど工夫して、和文と欧文が混在する文章で可読性を高めている。
JIS X 0213:2004（以下「JIS2004」）の文字に対応しており、戸籍法施行規則に基づく全ての人名用漢字が支障なく使用できる。JIS2004 の文字に対応するその他のフォントは、MS系統のMS ゴシック、MS Pゴシック、MS UI GothicとMS 明朝、MS P明朝があり、これらは Windows XP などへも提供され、JIS2004 の文字に対応していなかった Windows でも JIS2004 の文字との互換性を持たせることができる。Windows 7に搭載されたバージョンからJIS X 0212の文字にも対応した。
いくつかのOpenTypeのレイアウト機能に対応しており、対応アプリケーションではJIS78、JIS83、JIS90字形への切替や、ひらがなやカタカナなどを半角等幅の字体へ切替られる。Windows 8 搭載のバージョンは JIS2004 で例示字形が変更される以前のJIS90字形の約120文字が、IVS（異体字セレクタ）で利用できる。
Windows 7 は後述する Meiryo UI が限定的に採用され、Windows 8 はメイリオに代わって Meiryo UI が全面採用された。Windows 10 はシステムフォントとして Yu Gothic UI が新たに採用され、メイリオおよび Meiryo UI はシステムフォントではなくなった。

### フォント名
「メイリオ(Meiryo)」の語源は日本語の「明瞭」に基づき、画面上で見ても印刷しても極めて明瞭で読みやすいところから名付けられた。メイリョウでなく「メイリオ」であるのはアジア情緒な響きと「メイリョウ」より1文字少なくて済むためである。フォントとしてはプロポーショナルフォントに属するが、フォント名に一部の TrueType フォントで採用されている等幅フォントではないことを示す「P」や「S」の文字が含まれていない。

### フォントファミリーの仕様
標準のレギュラー、太字のボールド、斜体のイタリック、太字斜体のボールドイタリックと4種類のウェイトによるフォントファミリーで構成されている。ボールドはレギュラーを単純に太くせずに若干異なる造型である。和文は斜体表記を行う文化的背景がないとの意見から、イタリックはラテン文字部のみ提供されることになった。

### ClearType
メイリオは上述のように全てのサイズのフォント描画に ClearType を使用し、ビットマップを有していないが、 Windows の日本語フォントとしては初めての試みである。MS ゴシックなどの従来から提供されているフォントは、画面上での可読性を確保するために 17pt 未満の小さいサイズは内蔵のビットマップフォントが表示される。メイリオでは小さなサイズもアウトラインで綺麗な表示を実現するために、膨大なヒンティングデータが盛り込まれている。このヒンティングにより、水平方向の線分が縦に並んでいる漢字も線分が間引かれて表示されるため、潰れることなく表示できる。

## Meiryo UI

Meiryo と Meiryo UI を比較

Windows Vista の後継 Windows 7 は新たに、リボン UIに最適化して開発されたフォントの Meiryo UI を採用した。
メイリオと比較して行間が狭く、ひらがなとカタカナの文字幅が MS UI Gothic に近似し、これまでの MS UI Gothic に近い形でグラフィカルユーザインターフェースのデザインが可能となるが、アルファベットの文字幅はメイリオに等しく行間は MS UI Gothic に比して非常に広いため、 MS UI Gothic と完全な互換性、すなわち単純にフォントを置換するだけでの置換可能性はない。濁点や句読点を再構成して ClearType を再調整しておりメイリオの文字幅を狭くしたものではないが、 MS UI Gothic 特有の非等幅性に起因する「不揃い」は残存する。
Windows 7 のユーザーインターフェイスの大部分は、 Vista に引き続きメイリオが用いられて全体として Meiryo UI は一部分であり、コントロールパネル項目の一部、ペイント、ワードパッドなど同梱アプリケーションの一部などの Vista で MS UI Gothic を用いた要素は Meiryo UI で、ダイアログボックスなどは MS UI Gothic が残る。
2009年11月17日にマイクロソフトが Windows Vista/Server 2008 向けに Meiryo UI を含んだメイリオ フォント コレクションのアップデートを公開し、全ての Windows Vista ユーザーにインストールを推奨している。
Windows 8 日本語版のユーザインタフェースは全面的に Meiryo UI が採用された。

## 旧版Windowsや他のOSでの使用
- Windows XPおよびWindows Server 2003
  - 2007年12月24日公開のVisual Studio 2008 Express Editionに同梱。
  - Windows XP 向け ClearType 対応日本語フォント - 2008年5月20日にフォント単体で公開。
- Mac OS X
  - 2008年1月16日発売のMicrosoft Office 2008 for Mac 日本語版に同梱。
  - 2010年10月27日発売のMicrosoft Office 2011 for Mac 日本語版に同梱。

## 受賞歴
- 東京タイプディレクターズクラブ「東京TDC賞2007 タイプデザイン賞」[10][11]
  - 受賞者：河野英一、シーアンドジイ（坂本達、鈴木竹治、植田由紀子）、マシュー・カーター
- 日本デザイン振興会「2007年グッドデザイン賞」[10][12]
  - 受賞者：シーアンドジイ